# Beltinci (plaats)
Beltinci (Duits: Altfellsdorf) is een plaats in Slovenië en maakt deel uit van de gelijknamige gemeente in de NUTS-3-regio Pomurska. De plaats telde 2.430 inwoners op 1 januari 2020.

## Geboren in Beltinci
- Anton Rous (1939-2024), jurist en politicus